# Еверетт Дірксен
Еверетт Маккінлі Дірксен (англ. Everett McKinley Dirksen; нар. 4 січня 1896, Пікін, Іллінойс — пом. 7 вересня 1969, Вашингтон) — американський політик, належить до Республіканської партії. Він був лідером меншості в Сенаті США з 1959 по 1969, грав центральну роль під час прийняття Закону про цивільні права у 1964, Закон про громадянські права у 1968.
Дірксен залишив Юридичний коледж Університету Міннесоти, щоб брати участь в Першій світовій війні. Пізніше він вивчав право знову і отримав диплом юриста у 1936 році. Був членом Палати представників Конгресу США з 1933 по 1949 і сенатором штату Іллінойс з 1951 по 1969.
На початку своєї кар'єри був ізоляціоністом і прихильником Роберта Тафта. Пізніше він змінив свої зовнішньополітичні позиції та протягом багатьох років підтримував Дуайта Ейзенхауера і інтернаціоналізм Джона Кеннеді. Дірксен був прихильником війни у В'єтнамі та підтримував у цьому Ліндона Джонсона.